# Precious Love (ATSUSHIの曲)
「Precious Love」（プレシャス・ラブ）は、EXILE ATSUSHIの楽曲。6作目のシングルとして、2014年10月29日にrhythm zoneから発売された。

## 概要
前作『青い龍』から約8か月でのリリースで、アルバム『Love Ballade』からの先行シングル。
CDでのリリースに先立ち、7月2日に先行配信され、レコチョク着うたランキングとレコチョクランキング週間ランキング、iTunes週間ソング・ランキングで1位を記録した。
表題曲は、ソロとしては初のウエディング・ソングで、自身で作詞作曲を手がけたラブ・バラードとなっている。5月から結婚情報誌『ゼクシィ』のCMソングとして起用されており、ミュージック・ビデオにはCMにも出演した広瀬すずが出演している。
カップリング曲は、DOBERMAN INFINITYのP-CHOをフィーチャリングしたR&Bナンバーとなっている。
DVDには、表題曲のミュージック・ビデオとライブバージョン、カップリング曲のミュージック・ビデオを収録。
また、第56回日本レコード大賞では、本楽曲で最優秀歌唱賞を受賞。最優秀歌唱賞の受賞は、第49回のEXILEでの受賞以来7年ぶりで2度目。個人では初。グループと個人でのダブル受賞は史上初。

## チャート成績
7月2日から主要音楽配信サイトで配信がスタート。7月9日付のレコチョク「着うた」と「レコチョクランキング」で週間1位を獲得、iTunesの週間ソングランキングでも1位を獲得。2014年11月10日付オリコン週間ランキングでは、本作は3位を記録した。

## 収録内容
全編曲：中野雄太

### CD
1. Precious Love [5:58]
  - 作詞・作曲：ATSUSHI

結婚情報誌『ゼクシィ』CMソング。
曲にはATSUSHIによるセリフも入っている。
2. First Christmas [3:53] / EXILE ATSUSHI feat. P-CHO (DOBERMAN INFINITY)
  - 作詞：ATSUSHI、DOBERMAN INFINITY / 作曲：ZETTON、FAST LANE、CHRIS HOPE、J FAITH
3. Precious Love (Instrumental)  [5:58]
4. First Christmas (Instrumental) [3:51] / EXILE ATSUSHI feat. P-CHO (DOBERMAN INFINITY)

### DVD
1. Precious Love (Music Video)
アルバム『Love Ballade』の初回限定盤DVDには、アルバム用に制作しなおされたミュージック・ビデオが「Precious Love -Album Ver.-」として収録された。なお、ボーナス・トラックとして本作に収録のミュージック・ビデオも収録されている。
2. Precious Love (LIVE Version)
3. First Christmas (Music Video) / EXILE ATSUSHI feat. P-CHO (DOBERMAN INFINITY)